# Pantalla d'Hikone

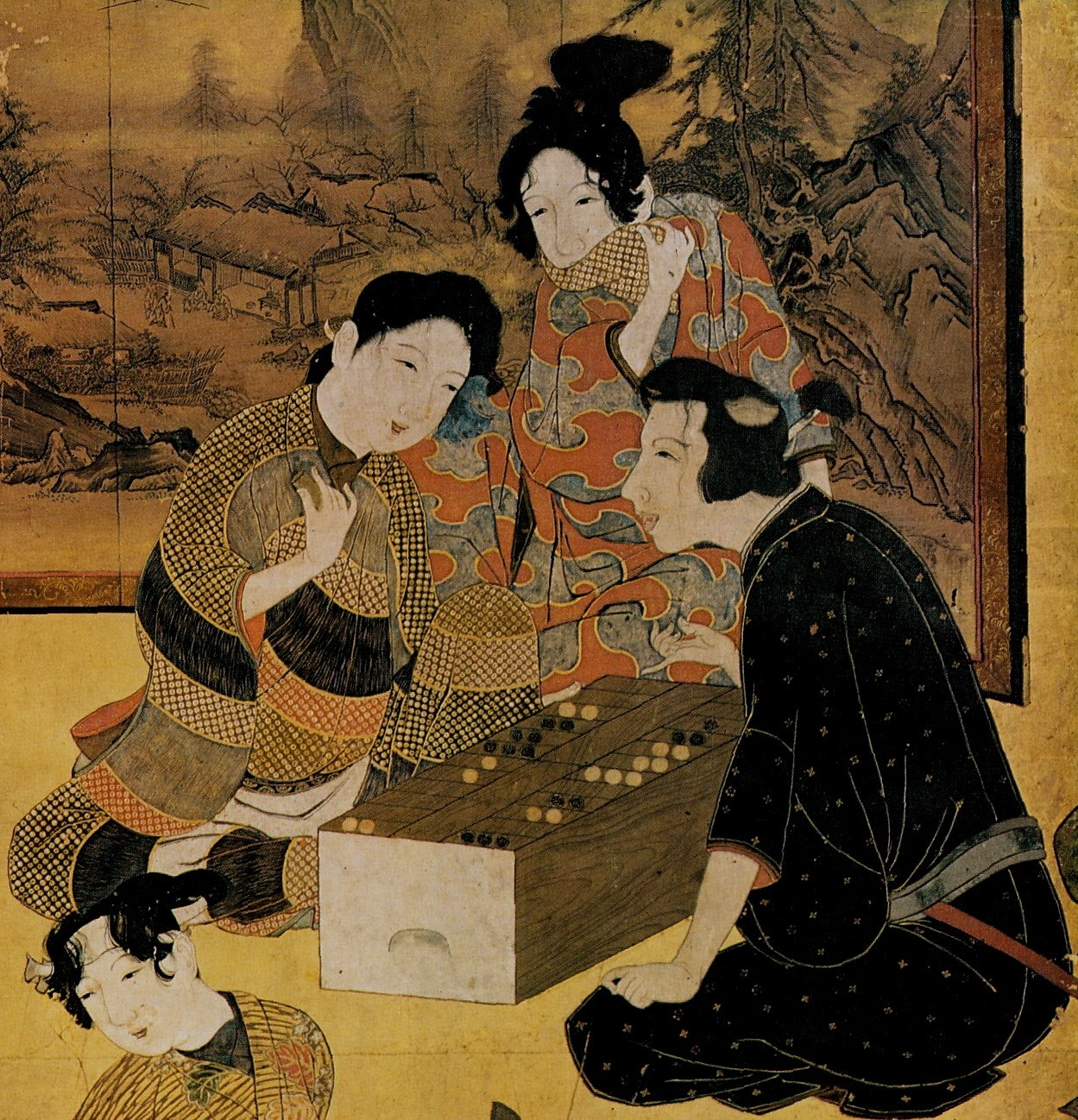
Un home i una dona juguen al ban-sugoroku

La Pantalla o Paravent d'Hikone és una pantalla japonesa decorada. Aquest byōbu de sis fulles data de l'era Kan'ei.
La pantalla té 94 cm × 274,8 cm, pintada sobre paper daurat, i es doblega en sis parts. Representa gent dels barris d'oci de Kyoto tocant música i jocs. Aquesta pantalla prové del domini feudal Hikone governat pel clan Ii, propietaris d'aquesta obra. Ara és propietat de la ciutat d'Hikone, a la prefectura de Shiga, dins de la col·lecció II Naochika.
L'obra es considera representativa de la pintura de gènere moderna japonesa, a vegades s'ha considerat fins i tot la primera obra d'ukiyo-e.

## Descripció
La pantalla representa una escena en què onze personatges masculins i femenins es diverteixen. A l'esquerra, un cec i unes quantes dones juguen al shamisen davant d'un byōbu de quatre plafons decorat amb un paisatge. A la dreta, un grup d'homes i dones està jugant al sugoroku en un tauler.

## Anàlisi
La manera de les pinzellades indica que aquesta pintura anònima té l'estil de l'escola Kyō Kanō (ja). Les activitats de les figures en la Pantalla d'Hikone representen les tradicionals Quatre Arts de l'estudiós xinés. La roba i objectes personals suggereixen les quatre estacions, com en les tradicionals "imatges de les quatre estacions".

## Acollida i posteritat
Considerada una obra mestra de la pintura de gènere japonesa, si més no des de mitjan segle XVII, la pantalla ha estat àmpliament copiada des de llavors ençà, a vegades amb variacions, i algunes de les còpies han aconseguit una certa fama. La pantalla va ser designada Tresor Nacional del Japó el 1955 i rebé el nom oficial Shihon Kinjichaku-shoku Fuzoku-zu (紙本金地著色風俗図).